# Eosentomon ankarafantsikaense
Eosentomon ankarafantsikaense – gatunek pierwogonka z rzędu Eosentomata i rodziny Eosentomidae.

## Taksonomia
Gatunek opisany został w 1978 przez J. Noska, a jego nazwa nawiązuje do Ankarafantsiki, gdzie odłowiono holotyp.

## Występowanie
Gatunek ten jest endemitem Madagaskaru.